# Debby Ryan
Debby Ryan, all'anagrafe Deborah Ann Ryan (Huntsville, 13 maggio 1993), è un'attrice e cantante statunitense.

## Biografia
Nasce il 13 maggio 1993 a Huntsville, Alabama. Subito dopo la sua nascita si trasferisce in Germania con la sua famiglia, composta da sua madre Sandra di origini tedesche, suo padre Chris di origini irlandesi, suo fratello più grande di due anni Chase e lei; a sette anni inizia a coltivare la propria passione per la recitazione esibendosi in alcuni teatri tedeschi. Torna negli Stati Uniti all'età di dieci anni, andando ad abitare in Texas.
Il fratello Chase è un cantante e chitarrista. In un'intervista del 2009 a "People Magazine", ha dichiarato che uno dei suoi idoli cinematografici è Brenda Song, sua co-protagonista in "Zack e Cody sul ponte di comando". Debby ha espresso la sua stima anche per Meryl Streep, Anne Hathaway, Rachel McAdams e Tobey Maguire. L'attrice ha affermato nelle varie interviste di non sapere quale sia il suo genere musicale preferito, apprezzandone diversi come jazz, country e rock; è inoltre attiva nel progetto "Disney's Friends for Change", a favore dei bambini meno fortunati.

### Carriera

#### Cinematografica
Debby Ryan inizia la sua carriera in spot televisivi già in età adolescenziale. Esordisce al cinema nel 2007 con Barney: Let's Go to the Firehouse e con The Longshots, accanto a Keke Palmer e Ice Cube, nel ruolo di Edith, ragazza ricca e popolare ma perfida. Trova il successo con le serie tv per teenager della Disney, come Hannah Montana, Jonas Brothers - Vivere il sogno e soprattutto Zack e Cody sul ponte di comando, sequel di Zack e Cody al Grand Hotel, dove interpreta Bailey Pickett, una ragazza fissata con l'ambientalismo che viaggia in crociera per conoscere il mondo, date le condizioni di vita arretrate della sua "Kattlecorn" nel Kansas. La serie di cui fa parte è, secondo un sondaggio, la serie televisiva preferita dei ragazzini tra i 6-18 anni in su, superando anche Hannah Montana e I maghi di Waverly. Debby lavora poi ad una serie animata su Disney Channel UK chiamata My Mate Flynn, dove dà la voce a Tina. Nel 2012 viene ingaggiata come protagonista nel film Radio Rebel nel quale interpreta Tara, una timida ragazza che da sfogo a tutte le sue insicurezze tramite un programma radiofonico di cui lei è la DJ. Sempre nel 2012 interpreta anche la protagonista del film I 16 desideri, Abby. Dal 2011 al 2015 interpreta il ruolo di una tata di 4 ragazzi pestiferi figli di 2 personaggi famosi, Jessie nella serie Jessie. Dopo la fine di quest'ultima, nel 2016 Debby partecipa a due serie, in ambedue come ruolo ricorrente, The Mysteries of Laura in onda su NBC e Sing It! prodotta da YouTube Premium.
Nel 2017 esce il suo primo film cinematografico, Segui l'onda, nel quale interpreta la protagonista. L'anno successivo prende parte al film Ogni giorno e alla serie Netflix Insatiable, uscita il 10 agosto e nel quale interpreta la protagonista Patty.

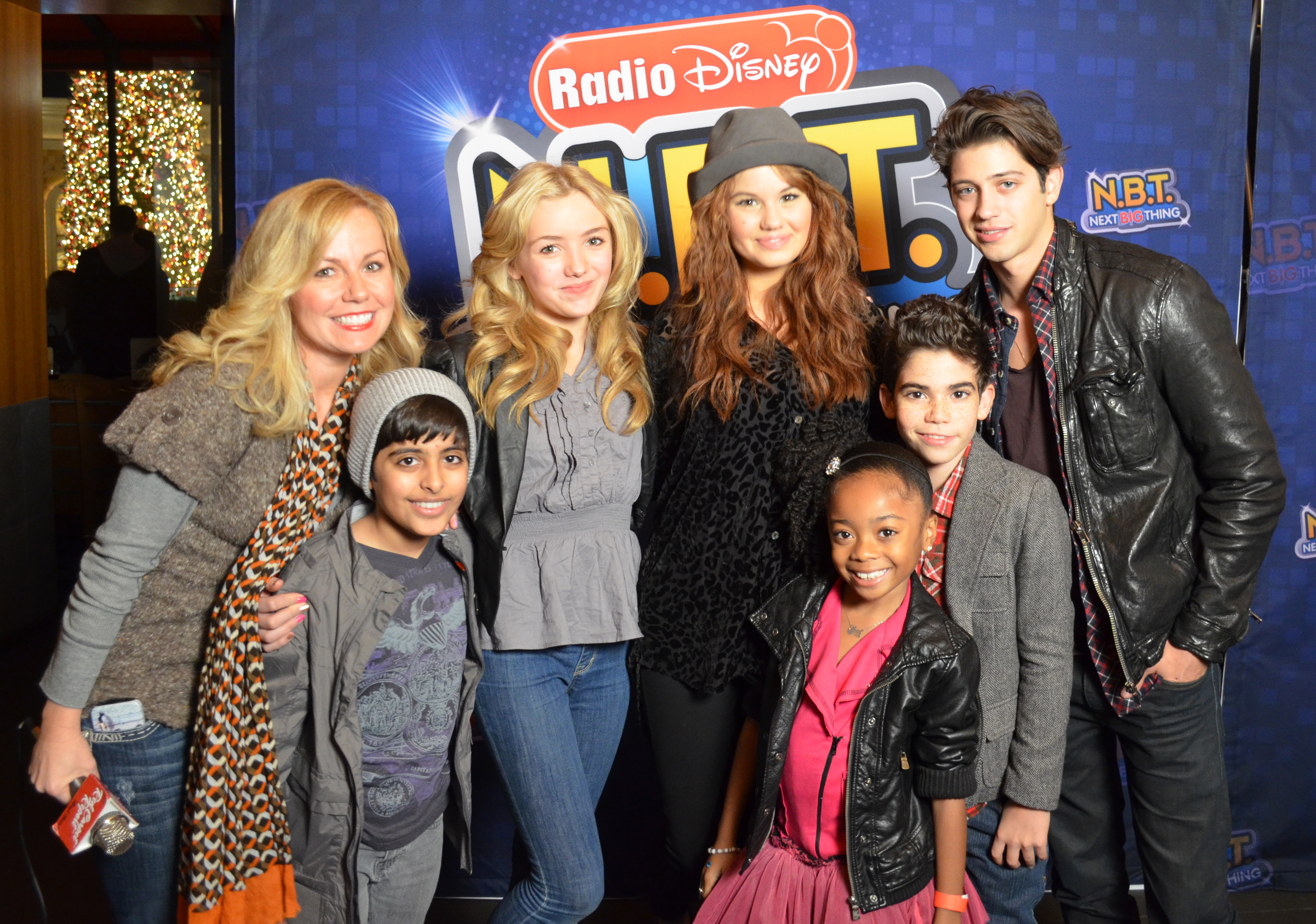
Il cast di Jessie

#### Musicale
Parallelamente all'attività di attrice, collabora con il fratello compositore Chase Ryan, col quale ha scritto la canzone We Ended Right. Il suo primo singolo è stato scritto interamente da lei e si intitola Adios. Il suo secondo pezzo I'm a country girl è tratto da un episodio di Zack e Cody sul ponte di comando. Ha inciso una canzone intitolata Hakuna Matata per Disney Mania 7. Ha inoltre inciso il singolo A wish come true everyday per il film I 16 desideri. Nel 2014 è uscito il suo primo album realizzato con la sua band The Never Ending, intitolato One.

## Vita privata
Da marzo 2013 a settembre 2014 ha una relazione con Josh Dun, batterista dei Twenty One Pilots, poi ripresa tra il 2015 e il 2016, ma resa di nuovo nota solo nel 2018. Il 21 dicembre dello stesso anno Josh Dun chiede a Debby Ryan di sposarlo. Il 31 dicembre 2019 si sono sposati ad Austin, Texas, tenendo la notizia segreta fino a maggio 2020.

## Filmografia

### Cinema
- Una squadra molto speciale (The Longshots), regia di Fred Durst (2008)
- E se... fosse andata diversamente? (What If...), regia di Dallas Jenkins (2010)
- Kristin's Christmas Past, regia di Jim Fall (2013)
- Muppets 2 - Ricercati (Muppets Most Wanted), regia di James Bobin (2014)
- Segui l'onda (Rip Tide), regia di Rhiannon Bannenberg (2017)
- Ogni giorno (Every Day), regia di Michael Sucsy (2018)
- Life of the Party, regia di Ben Falcone (2018)
- Horse Girl, regia di Jeff Baena (2020)
- Night Teeth, regia di Adam Randall (2021)
- Fast X, regia di Louis Leterrier (2023) – cameo
- Shortcomings, regia di Randall Park (2023)

### Televisione
- Jonas Brothers - Vivere il sogno (Jonas Brothers: Living the Dream) – docu-reality, episodio 1x07 (2008)
- Zack e Cody sul ponte di comando (The Suite Life on Deck) – serie TV, 71 episodi (2008–2011)
- Hannah Montana – serie TV, episodio 3x19 (2009)
- I 16 desideri (16 Wishes), regia di Peter DeLuise – film TV (2010)
- R. L. Stine's The Haunting Hour – serie TV, episodio 1x16 (2011)
- Zack & Cody - Il film (The Suite Life Movie), regia di Sean McNamara – film TV (2011)
- Private Practice - serie TV, episodio 5x09 (2011)
- Jessie – serie TV, 98 episodi (2011–2015)
- Radio Rebel, regia di Peter Howitt – film TV (2012)
- The Glades – serie TV, episodio 3x08 (2012)
- Austin & Ally – serie TV, episodio 2x06 (2012)
- Buona fortuna Charlie (Good Luck Charlie) – serie TV, episodio 4x17 (2013)
- Mighty Med - Pronto soccorso eroi (Mighty Med) – serie TV, episodio 1x19 (2014)
- Girl Meets World – serie TV, episodio 1x21 (2015)
- The Mysteries of Laura – serie TV, 2 episodi (2016)
- Sing It – serie TV, 10 episodi (2016)
- Daytime Divas – serie TV, 2 episodi (2017)
- Insatiable – serie TV, 22 episodi (2018–2019)
- American Horror Stories – serie TV, episodio 3x09 (2024)

## Discografia

### EP
- 2014 - One (con la band The Never Ending)

### Colonne Sonore
- 2010 – 16 Wishes
- 2012 – Radio Rebel

### Singoli
- 2009 - Adios
- 2009 - I'm a Country Girl (da Zack e Cody sul ponte di comando)
- 2010 - Hakuna Matata (da Disney Mania 7)
- 2010 - A Wish Comes True Everyday (da I 16 desideri)
- 2010 - Open Eyes (da I 16 desideri)
- 2010 - Deck the Halls (da Santa Paws)
- 2011 - Made of Matches (da R. L. Stine's The Haunting Hour)
- 2011 - We Ended Right
- 2011 - Hey, Jessie (da Jessie)
- 2011 - Texas Guys (da Jessie)
- 2012 - We Got The Beat (da Radio Rebel)
- 2013 – Santa Baby (con il gruppo The Never Ending)
- 2016 – Secondhand(con il gruppo The Never Ending)

## Doppiatrici italiane
Nelle versioni in italiano dei suoi lavori, Debby Ryan è stata doppiata da:
- Joy Saltarelli in Zack e Cody sul ponte di comando, Hannah Montana, Zack & Cody - Il film, Jessie, Disney 365, I 16 desideri, Radio Rebel, Scherzi da star, Austin & Ally, Girl Meets Word, Buona fortuna Charlie, Mighty Med - Pronto soccorso eroi, The Mysteries of Laura, Insatiable, Horse Girl, American Horror Stories
- Valentina Favazza in Private Practice
- Veronica Puccio in The Glades
- Roberta De Roberto in Ogni giorno
- Perla Liberatori in Segui l'onda
- Ludovica Bebi in Night Teeth

Da doppiatrice è sostituita da:
- Benedetta Ponticelli in Trilli e il segreto delle ali

## Riconoscimenti
- Young Artist Award 2009 – Candidatura come miglior attrice in una serie TV
- Nickelodeon Kids' Choice Awards 2015 – Candidatura come miglior attrice in una serie TV per Jessie[3]